# Na służbie u Sherlocka Holmesa
Na służbie u Sherlocka Holmesa (cz. Lelíček ve službách Sherlocka Holmese) – czechosłowacki czarno-biały film komediowy z 1932 w reżyserii Karela Lamača. 

## Obsada
- Vlasta Burian jako František Lelíček / Fernando XXIII, król Portoryko
- Martin Frič jako detektyw Sherlock Holmes
- Lída Baarová jako królowa / sobowtór królowej
- Theodor Pištěk jako hrabia Mendoza, premier Portoryko
- Čeněk Šlégl jako marszałek dworu
- Zvonimir Rogoz jako królewski oficer
- Alois Dvorský jako lekarz nadworny
- Eman Fiala jako fotograf / kompozytor
- Karel Postranecký jako kelner w hotelu / członek gwardii królewskiej
- Josef Rovenský jako burmistrz / członek gwardii królewskiej
- Jan Sviták jako przywódca spiskowców
- F. X. Mlejnek jako otyły spiskowiec
- Přemysl Pražský jako spiskowiec
- Jan W. Speerger jako wierzyciel Lelíčka / anarchista z bombą
- Karel Schleichert jako dworzanin
- Josef Oliak jako dworzanin
- Mario Karas jako dworzanin
- Miroslav Svoboda jako dworzanin
- Betty Kysilková jako tańcząca kobieta

## Źródła
- Na służbie u Sherlocka Holmesa w bazie IMDb (ang.)
- Na służbie u Sherlocka Holmesa w bazie Filmweb
- Lelíček ve službách Sherlocka Holmese w bazie Kinobox.cz (cz.)
- Lelíček ve službách Sherlocka Holmese. w bazie ČSFD.cz. (cz.).
- Lelíček ve službách Sherlocka Holmese. w bazie FDb.cz. (cz.).